# Hadžići (Sarajevo)
Hadžići es una municipalidad y localidad de Bosnia y Herzegovina. Se encuentra en el cantón de Sarajevo, dentro del territorio de la Federación de Bosnia y Herzegovina. La capital de la municipalidad de Hadžići es la localidad homónima.

## Localidades
La municipalidad de Hadžići se encuentra subdividida en las siguientes localidades:
- Bare (Hadžići)
- Beganovi
- Binježevo
- Budmolići
- Buturovići kod Drozgometve
- Buturovići kod Osenika
- Češće
- Čičke
- Crepljani
- Deovići
- Do (Hadžići)
- Doljani (Hadžići)
- Donja Bioča
- Donja Raštelica
- Donji Hadžići
- Donji Zovik
- Dragovići (Hadžići)
- Drozgometva
- Dub (Hadžići)
- Dupovci
- Duranovići
- Ferhatlije
- Garovci
- Gornja Bioča
- Gornja Raštelica
- Gornji Zovik
- Gradac (Hadžići)
- Grivići
- Grude (Hadžići)
- Japalaci
- Jeleč
- Karaosmanovići
- Kasatići
- Kazina Bara
- Korča
- Košćan
- Kućice
- Lihovci
- Ljubovčići
- Lokve (Hadžići)
- Luke (Hadžići)
- Medvjedice
- Miševići
- Mokrine
- Odžak (Hadžići)
- Orahovica (Hadžići)
- Osenik
- Pazarić
- Ramići
- Resnik (Hadžići)
- Sejdanovići
- Smucka
- Tarčin
- Trnčići
- Trzanj
- Urduk
- Ušivak
- Vrančići
- Vrbanja (Hadžići)
- Vukovići
- Žunovnica

## Demografía
En el año 2009 la población de la municipalidad de Hadžići era de 22 636 habitantes. La superficie del municipio es de 273 kilómetros cuadrados, con lo que la densidad de población era de 83 habitantes por kilómetro cuadrado.